# F-Rating
Mit dem F-Rating sollen Frauen in der Filmindustrie gefördert werden. Das Rating zeichnet Filme aus, an deren Entstehung Frauen beteiligt waren oder in denen Frauen eine wesentliche, eigenständige Rolle spielen. Das F-Rating beurteilt Hauptrolle, Regie und Drehbuch. Je nachdem, wie viele dieser Kategorien von Frauen besetzt werden, wird ein Film mit einem bis drei Fs ausgezeichnet. Eine wesentliche Einschränkung für die Vergabe des F für die Hauptrolle ist die, dass die Frauenfigur „einen größeren Zweck erfüllen muss, als das männliche Bedürfnis nach einem Schönheitsideal zu bedienen“. Dies schränkt die Auswahl erheblich ein.
Das F-Rating weist auf den Gender-Gap und das Problem der celluloid ceiling (Zelluloid-Decke) hin, die Gläserne Decke in der Filmindustrie. Es soll in der Filmbranche, in der immer noch hauptsächlich Männer vor und hinter der Kamera stehen, auf die Benachteiligung von Frauen aufmerksam machen. Die Idee des F-Rating stammt von der britischen Filmproduzentin Holly Tarquini, die es erstmals 2014 am Bath Film Festival in Großbritannien einführte. Angelehnt ist das F-Rating an den bereits bestehenden Bechdel-Test.
Auf Initiative von Tarquini führte die Internet Movie Database das F-Rating zum Weltfrauentag am 8. März 2017 ein. Die mit F Rated ausgezeichneten Filme sind über die Schlagwortsuche auffindbar. Das Rating wurde seit der Einführung durch Tarquini von verschiedenen Festivals und Kinos übernommen.